# Celiptera remigioides
Celiptera remigioides är en fjärilsart som beskrevs av Achille Guenée 1852. Celiptera remigioides ingår i släktet Celiptera och familjen nattflyn. Inga underarter finns listade i Catalogue of Life.